# بطولة كونكاكاف لكرة القدم الشاطئية 2011
بطولة كونكاكاف لكرة القدم الشاطئية 2011 (بالإسبانية: Campeonato de Fútbol Playa de Concacaf de 2010)‏ هو الموسم 4 من بطولة كونكاكاف لكرة القدم الشاطئية ‏. كان عدد الأندية المشاركة فيه 8، وفاز فيه منتخب المكسيك لكرة القدم الشاطئية.